# Ducto parotídeo
O ducto parotídeo, também denominado de "Ducto de Stenon", é um ducto que transporta a saliva produzida pela glândula parótida até a cavidade bucal por onde é lançada na região da papila do ducto parotideo. Seu comprimento varia de 15 a 45 mm de comprimento, com diâmetro médio de 3mm. Emerge no terço médio da margem anterior, desloca-se horizontalmente com direção anterior, tangenciando o músculo masseter a 2 cm da margem inferior do arco zigomático. Contorna então a margem anterior do masseter e perfura o músculo bucinador, gordura bucal e fáscia bucofaríngea até exteriorizar-se na altura do colo do 2º molar superior, no vestíbulo da cavidade oral.

## Imagens adicionais

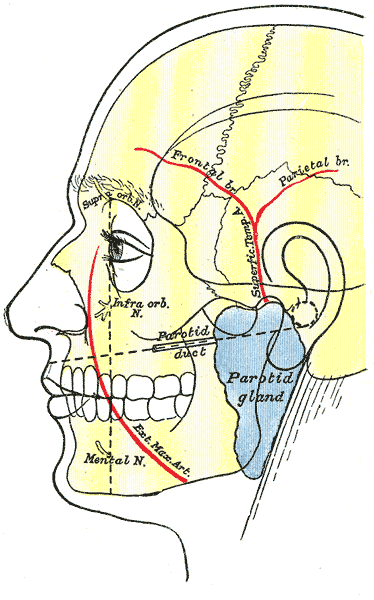
Contorno do perfil humano, mostrando as marcas na superfície.